# Афро-азійський папуга
Афро-азійський папуга (Psittacula) — рід папугоподібних птахів родини Psittaculidae. Поширені в Африці та Південно-Східній Азії.

## Етимологія
Назва роду Psittacula є зменшувальним від латинського слова «psittacus», що означає «папуга».

## Опис
Всі афро-азійські папуги зовні досить схожі. Оперення переважно зелене. Їхнє розширене хвостове пір'я становить понад 50% від загальної довжини. Самці і самиці відрізняються забарвленням оперення (статевий диморфізм).

## Види
Виділяють 16 видів, з них три вимерли:
- †Папужець сизий, Psittacula exsul
- Папужець острівний, Psittacula eques
- †Папужець реюньйонський, Psittacula bensoni
- Папуга Крамера, Psittacula krameri
- Папужець індійський, Psittacula eupatria
- †Папужець сейшельський, Psittacula wardi
- Папужець фіолетовоголовий, Psittacula cyanocephala
- Папужець рожевоголовий, Psittacula roseata
- Папужець гімалайський, Psittacula himalayana
- Папужець сіроголовий, Psittacula finschii
- Папужець малабарський, Psittacula columboides
- Папужець зеленошиїй, Psittacula calthrapae
- Папужець китайський, Psittacula derbiana
- Папужець рожевоволий, Psittacula alexandri
- Папужець малазійський, Psittacula longicauda
- Папужець нікобарський, Psittacula caniceps